# Tempi Duri Records
La Tempi Duri Records è stata un'etichetta discografica italiana, specializzata in musica rap. È stata fondata dal rapper Fabri Fibra insieme alla manager italiana Paola Zukar nel 2011, dopo anni di esperienza nella scena musicale italiana. Chiude apparentemente nel 2015 per ragioni sconosciute e senza il supporto di alcun comunicato ufficiale.

## Storia
Come prima opera dell'etichetta viene pubblicato il 20 settembre l'album Soundboy di Entics (con distribuzione Sony Music), seguito il 1º ottobre da un mixtape in free download, Lo capisci l'italiano?! Rap Controcultura, di DJ Double S. Il 10 ottobre è uscito sempre in free download Cattivo, mixtape di Maxi B che ha anticipato l'uscita del suo nuovo album, L'ottavo giorno della settimana (con distribuzione Universal). Successivamente, sulla pagina Facebook ufficiale, Fabri Fibra annuncia l'entrata nel team dell'etichetta di Mastafive.
Il 23 giugno 2012 esce nuovamente un mixtape di DJ Double S, Al centro della scena Mixtape. Il 6 luglio 2012 viene pubblicato in free download il mixtape di MTV Spit, contenente vari freestyle degli artisti partecipanti. Il 14 maggio è uscito Stecca, album di debutto del rapper Moreno, vincitore della 12ª edizione di Amici. Il 28 maggio 2013 esce l'album di Clementino, intitolato Mea culpa. Il 28 gennaio 2014 esce il quarto album solista di Rayden, Raydeneide.
Il 24 aprile 2014 Entics lascia l'etichetta, pubblicando un nuovo album (Entics Television. - Vol. 3) per Sony Music. Stessa scelta per Maxi B, il quale il 31 maggio ha annunciato attraverso Facebook che avrebbe pubblicato l'album Maledetto attraverso una nuova etichetta.
Nella primavera del 2015, le pagine Facebook e Twitter dell'etichetta sono state cancellate, mentre il sito ufficiale è stato oscurato. Senza alcun comunicato ufficiale l'etichetta pare essere stata chiusa. I successivi album dello stesso Fabri Fibra e di Clementino sono stati pubblicati interamente da Universal Music Group.

## Pubblicazioni
- 2011 – Entics - Soundboy
- 2011 – DJ Double S - Lo capisci l'italiano?! Rap Controcultura
- 2011 – Maxi B - Cattivo Mixtape
- 2012 – Maxi B - L'ottavo giorno della settimana
- 2012 – Rapstar - Non è gratis
- 2012 – DJ Double S - Al centro della scena Mixtape
- 2012 – AA.VV. - MTV Spit Mixtape
- 2012 – Entics - Carpe Diem
- 2013 – Moreno - Stecca
- 2013 – Clementino - Mea culpa
- 2014 – Rayden - Raydeneide
- 2014 – DJ Double S - Al centro della scena vol. 2